# Peter Witte (Musiker)
Peter Witte, Spitzname „Fiffi“ (* 4. Februar 1930; † 21. Mai 2007 in Stuttgart) war ein deutscher Jazzbassist.

## Leben
Witte lernte an seiner Schule in Rothenburg ob der Tauber zunächst Geige und erwarb sich dadurch die klassischen Grundlagen der Musik. Da es in der Zeit nach dem Zweiten Weltkrieg aber nur sehr wenige Bassisten in Deutschland gab, wechselte er zum Kontrabass. Ab 1950 spielte er als Bassist in verschiedenen Combos, unter anderem bei Hubert Deuringer und Kurt Rehfeld.
1954 ging er zu Erwin Lehns Südfunk-Tanzorchester des damaligen Süddeutschen Rundfunks in Stuttgart, wo er bis 1991 blieb. Mit Pianist Horst Jankowski und Schlagzeuger Hermann Mutschler bildete er die Rhythmusgruppe des Orchesters. Zu hören war er mit Rolf Kühn und Wolfgang Schlüter auf der LP Gäste bei Horst Jankowski (1962).
1960 gewann ihn Hans Georg Brunner-Schwer als Hausbassisten für das von ihm gegründete Label SABA. Dort spielte er mit Hubert Deuringer, aber auch mit ausländischen Stars wie dem amerikanischen Akkordeonisten Art Van Damme Aufnahmen ein. Zusammen mit dem Schlagzeuger Charly Antolini, der Mutschlers Nachfolger bei Erwin Lehn geworden war, wurde er der Standardbegleiter des Pianisten Eugen Cicero. Beim Frankfurter Jazzfestival 1964 spielte er zusammen mit Jankowski und Antolini das von Jankowski komponierte Stück Jungle.
Den Spitznamen „Fiffi“ erhielt Peter Witte von Kollegen aus der Erwin Lehn Big Band wegen seiner stets ungetrübten Treue zum Bandleader. Gelegentlich spielte er auch mit seinem Sohn, dem Schlagzeuger Andreas Witte.

## Diskographische Hinweise
- George / Jankowski / Naura: Jazz In Deutschland 1957–1958
- Charly Antolini: Drum Beat 1964
- Eugen Cicero: Rokoko Jazz 1965
- Eugen Cicero: Klavierspielereien 1965
- Eugen Cicero: In Town 1965
- Eugen Cicero: Cicero's Chopin 1965
- Eugen Cicero: Swinging Tschaikowsky 1966
- Eugen Cicero: Romantic Swing 1967
- Stuff Smith: Black Violin 1967
- Art van Damme: The Many Moods of Art 1967–1970
- Art van Damme:  State of Art 2000
- Dieter Reith: A Happy Afternoon 1967
- Benny Goodman Live at the Tivoli Gardens [1981]

## Lexikalische Einträge
- Jürgen Wölfer: Jazz in Deutschland. Das Lexikon. Alle Musiker und Plattenfirmen von 1920 bis heute. Hannibal, Höfen 2008, ISBN 978-3-85445-274-4.